# Nationale 1 1984-1985
La Nationale 1 1984-1985 è stata la 63ª edizione del massimo campionato francese di pallacanestro maschile. La vittoria finale è stata ad appannaggio del CSP Limoges.

## Risultati

### Stagione regolare
|     | Squadra           | G  | V  | N | P  | PF   | PS   | P.ti | Qualificazione            |
| --- | ----------------- | -- | -- | - | -- | ---- | ---- | ---- | ------------------------- |
| 1.  | CSP Limoges       | 26 | 23 | 0 | 3  | 2758 | 2339 | 72   |                           |
| 2.  | ASVEL             | 26 | 21 | 2 | 3  | 2503 | 2275 | 70   |                           |
| 3.  | Olympique Antibes | 26 | 20 | 0 | 6  | 2303 | 2122 | 66   |                           |
| 4.  | Stade français    | 26 | 16 | 2 | 8  | 2550 | 2452 | 60   |                           |
| 5.  | Orthez            | 26 | 15 | 1 | 10 | 2376 | 2265 | 57   |                           |
| 6.  | Challans          | 26 | 13 | 1 | 12 | 2397 | 2405 | 53   |                           |
| 7.  | Vichy             | 26 | 12 | 2 | 12 | 2347 | 2360 | 52   |                           |
| 8.  | Avignone          | 26 | 9  | 3 | 14 | 2239 | 2411 | 47   |                           |
| 9.  | Caen              | 26 | 10 | 1 | 15 | 2294 | 2431 | 47   |                           |
| 10. | SCM Le Mans       | 26 | 8  | 2 | 16 | 2430 | 2483 | 44   |                           |
| 11. | Monaco            | 26 | 7  | 2 | 17 | 2219 | 2380 | 42   |                           |
| 12. | Saint-Étienne     | 26 | 7  | 0 | 19 | 2359 | 2488 | 40   |                           |
| 13. | Tours             | 26 | 6  | 2 | 18 | 2163 | 2400 | 40   | retrocesse in Nationale 2 |
| 14. | Mulhouse          | 26 | 6  | 0 | 20 | 2298 | 2425 | 38   | retrocesse in Nationale 2 |

| Nationale 1 1984-1985 |
| --------------------- |
| CSP Limoges 3º titolo |

## Formazione vincitrice
| N° | Naz.                      | Ruolo | Sportivo            |  | Alt. |  |
| -- | ------------------------- | ----- | ------------------- |  | ---- |  |
| 4  | Francia (bandiera)        | P     | Gregor Beugnot      |  | 187  |  |
| 5  | Francia (bandiera)        | P     | Jean-Michel Sénégal |  | 184  |  |
| 6  | Francia (bandiera)        | AP    | Hugues Occansey     |  | 200  |  |
| 7  | Francia (bandiera)        | G     | Richard Dacoury     |  | 195  |  |
| 8  | Stati Uniti (bandiera)    | AP    | Ed Murphy           |  | 193  |  |
| 9  | Stati Uniti (bandiera)    | AG    | Curtis Berry        |  | 201  |  |
| 10 | Francia (bandiera)        | C     | Georges Vestris     |  | 214  |  |
| 11 | Francia (bandiera)        | C     | Apollo Faye         |  | 208  |  |
| 12 | Francia (bandiera)        | AG    | Émile Popo          |  | 205  |  |
| 13 | Francia (bandiera)        | C     | Franck Butter       |  | 210  |  |
| 14 | Francia (bandiera)        | AG    | Olivier Hanquiez    |  | 206  |  |
| 15 | Francia (bandiera)        | C     | George Brosterhous  |  | 205  |  |
| 19 | Costa d'Avorio (bandiera) | AP    | Drissa Dié          |  | 202  |  |
|    | Francia (bandiera)        | A     | Jacques Monclar     |  | 193  |  |
|    | Francia (bandiera)        | All.  | Pierre Dao          |  |      |  |

## Premi e riconoscimenti
- MVP francese:  Richard Dacoury, CSP Limoges
- MVP straniero:  Ed Murphy, CSP Limoges
- Giocatore rivelazione:  Valéry Demory, Challans